# 病假
病假 (或稱有薪病假)是指個人因身體健康因素，需要暫停工作休養，並且不會失去工資的假期。帶薪病假在許多國家是法定要求，比如大部分歐洲國家、許多拉美國家，還有一些非洲和亞洲國家在法規上都有要求。聖經中利末記第13章記載，皮膚有狀況隔離7天的療程。而早在西元前1500，一些蓋法老陵墓的工人，已經享有病假和其他國家支持的醫療保健
在法律沒有規定要給病假的國家，有些雇主會選擇給有薪病假。那些選擇提供病假的雇主，會在勞動契約記載，或是透過集體協商達成。
目前在美國，僅有9個州（(亞利桑那、加州、康乃迪克、馬里蘭、麻塞諸塞、奧勒岡、羅德島、佛蒙特、華盛頓州）；23個城市；2個郡（馬里蘭州蒙哥馬利群和加州舊金山郡）的法律規定公司需要給有薪病假。

## 外部連結
- Managing health at work - recording and monitoring information on sickness absence including work relatedness （页面存档备份，存于） by P Ritchie and others. HSE Research Report 310/2005